# تپه صالح کرد
تپه صالح کرد مربوط به سده‌های اولیه دوران‌های تاریخی پس از اسلام است و در شهرستان بوئین‌زهرا، بخش آبگرم، روستای توآباد واقع شده و این اثر در تاریخ ۲۵ اسفند ۱۳۸۰ با شمارهٔ ثبت ۵۵۴۳ به‌عنوان یکی از آثار ملی ایران به ثبت رسیده است.